# Tây Vinh
Tây Vinh là một xã thuộc huyện Tây Sơn, tỉnh Bình Định, Việt Nam.
Xã Tây Vinh có diện tích 7,07 km², dân số năm 1999 là 7209 người, mật độ dân số đạt 1020 người/km².
Tên gọi cũ của xã là Bình An. Tại đây, vào năm 1966, trong chiến tranh Việt Nam, đã diễn ra một vụ thảm sát đẫm máu của quân đội Hàn Quốc đối với dân thường Việt Nam.

## Hành chính
Xã Tây Vinh được chia thành 4 thôn: An Vinh 1, An Vinh 2, Bỉnh Đức, Nhơn Thuận.